# Corytophanes percarinatus
Corytophanes percarinatus är en ödleart som beskrevs av  Duméril 1856. Corytophanes percarinatus ingår i släktet Corytophanes och familjen Corytophanidae. Inga underarter finns listade i Catalogue of Life.